# Javier Ortigosa
Javier Ortigosa Contín (* 17. Januar 1982 in Pamplona, Spanien) ist ein ehemaliger spanischer Handballspieler. Er wurde meistens als Linksaußen eingesetzt.

## Vereinskarriere
Javier Ortigosa begann in seiner Heimatstadt mit dem Handballspiel. Für den örtlichen Erstligisten SDC San Antonio debütierte er auch in der spanischen Liga ASOBAL. Ortigosa gewann mit San Antonio 2002 die spanische Meisterschaft, 2004 den Europapokal der Pokalsieger sowie 2005 erneut die spanische Meisterschaft. Im Jahr 2008 wechselte er zum Ligarivalen Ademar León. Zuletzt war er beim BM Torrevieja aktiv.
Von 2001 und 2012 absolvierte er in der Liga Asobal insgesamt 284 Spiele und warf dabei 717 Tore.

## Auswahlmannschaften
Er war von 2000 bis 2003 in 20 Spielen der Jugendauswahl Spaniens eingesetzt. Dabei warf er 56 Tore.
Von 2001 bis 2003 bestritt er 35 Einsätze mit der Juniorennationalmannschaft, in denen er 64 Tore erzielte.
Javier Ortigosa hat in den Jahren 2006 und 2007 in acht Länderspielen für die spanische Nationalmannschaft elf Tore erzielt. Bei der Handball-Europameisterschaft 2008 in Norwegen gehörte er zum erweiterten Aufgebot seines Landes.